# Jacob Duck

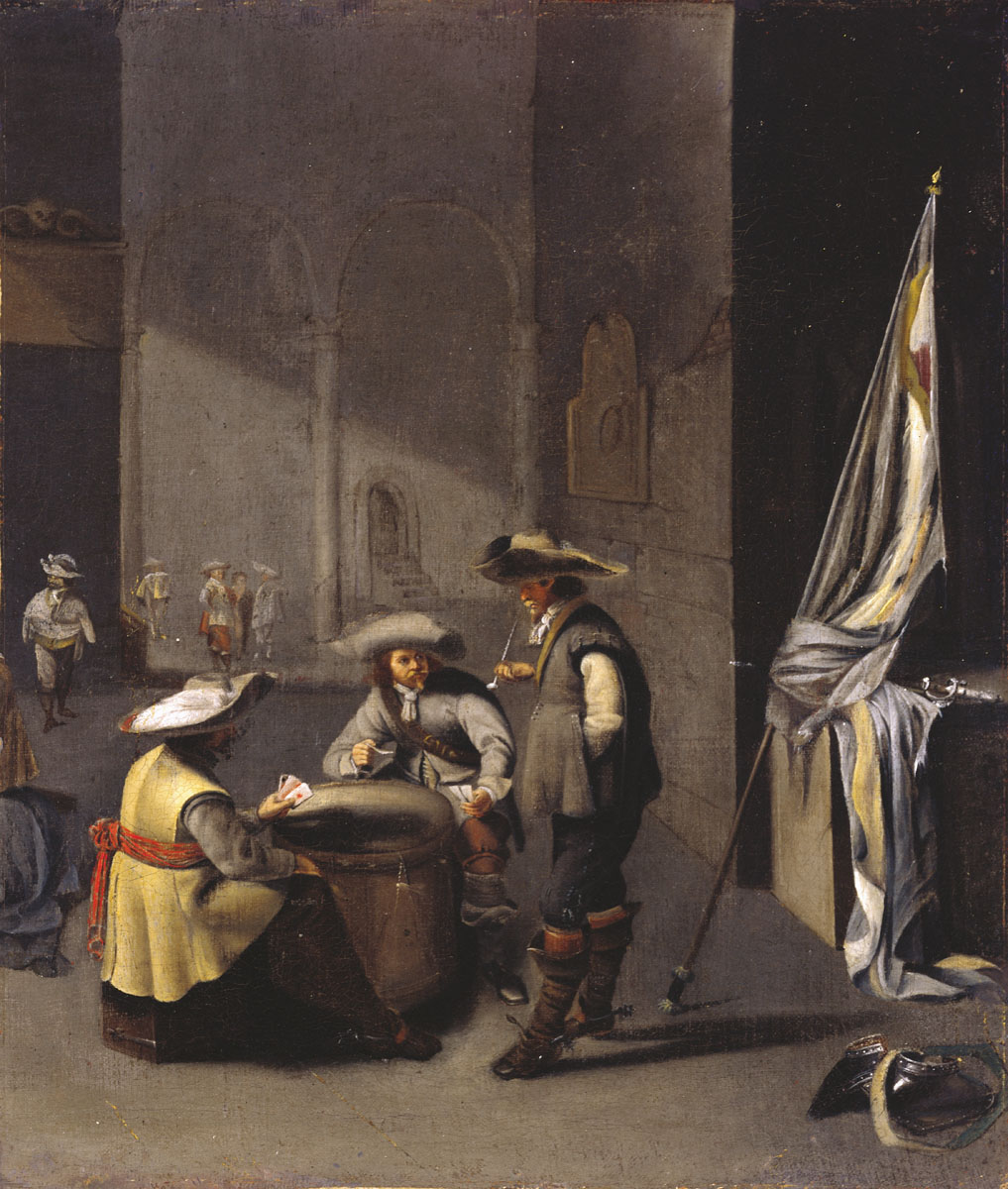
Soldater i vaktstugan spelar kort, oljemålning av Jacob Duck.

Jacob Duck, född omkring 1600, död 22 januari 1667, var en holländsk konstnär.
Duck var verksam i Utrecht och Haag, utbildades under inflytande av Dirck Hals och parallellt med Pieter Codde och Anthonie Palamedes till "sedesskildrare", framträdde med interiörer som Musicerande sällskap på konstmuseet i Dresden och Soldater i stallet på konstmuseet i Amsterdam. Duck var även verksam som etsare.